# 吉尔·巴肯
吉尔·巴肯（英語：Jill Bakken，1977年1月25日—），美国女子雪车运动员。她曾代表美国参加2002年冬季奥林匹克运动会雪车比赛，联同沃内塔·弗劳尔斯获得女子双人金牌。